# Caltagironea scillina
Caltagironea scillina är en tvåvingeart som beskrevs av Cortes och Campos 1974. Caltagironea scillina ingår i släktet Caltagironea och familjen parasitflugor. Inga underarter finns listade.